# 清水清隆
清水 清隆（しみず きよたか、1984年3月14日 - ）は、日本の男性総合格闘家。栃木県石橋町（現・下野市）出身。TRIBE TOKYO M.M.A所属。元フライ級キング・オブ・パンクラシスト。

## 来歴
作新学院高校2年時に格闘技を始めた。高校時代はバスケットボール部に所属していた。実家の蕎麦屋を継ぐつもりでいたがプロ総合格闘家になりたい気持ちが大きくなり、上京してSKアブソリュートに所属した。
2007年9月16日、KAMINARIMON CLIMAX '07・55kg級トーナメントに出場。決勝で須藤雄大に判定勝ちを収め優勝を果たした。
2008年6月29日、沖縄で開催された「PANCRASE×REAL vol.1 MMA vs ROCK」のメインイベントで砂辺光久と対戦し、0-3の判定負け。
2008年11月8日、CAGE FORCE初参戦となったCAGE FORCE EX -eastern bound-で漆谷康宏と対戦し、左ハイキックで右目尻をカットしTKO負け。
2009年に開催された第15回ネオブラッド・トーナメント フライ級（-58kg）に出場。4月5日の1回戦で清水俊裕にチョークスリーパーで一本勝ち。6月7日の準決勝で石井拓麻にチョークスリーパーで一本勝ち。8月8日の決勝では矢島雄一郎に判定勝ちを収め優勝を果たした。
2009年11月23日、修斗で行われた修斗 vs. パンクラスの対抗戦でマモルと対戦し、判定負け。
2010年2月7日、フライ級キング・オブ・パンクラス・タイトルマッチで砂辺光久と1年5か月ぶりに再戦し、判定勝ちを収め王座獲得に成功した。
2010年7月4日、フライ級キング・オブ・パンクラス・タイトルマッチで廣瀬勲と対戦し、ドクターストップによるTKO勝ちを収め初防衛に成功した。試合後に砂辺がリングに上がり対戦を要求し、これを受諾した。
2010年12月5日、フライ級キング・オブ・パンクラスタイトルマッチで3度目の対戦となる砂辺光久と対戦し、1-1の判定ドローで2度目の防衛に成功した。砂辺との対戦成績は1勝1敗1分となった。
2010年12月30日、戦極 Soul of Fightで杉田一朗とSRCジャケットルールで対戦し、2-1の判定勝ちを収めた。
2011年1月16日、DEEP X リアルキングトーナメント・フェザー級（9名参加）に出場。決勝で榎本悟（猿飛流）にチョークスリーパーで一本負けを喫し、準優勝となった。
2015年12月13日、PANCRASE 273で神酒龍一と対戦し、判定負け。この試合は他団体で連敗した清水に対して、コミッションからパンクラス・ルールの『王者として不適格な試合』に抵触するとして王者査定試合として行われた、試合結果はもちろん内容次第で王座返上もしくは王座剥奪という厳しい処置が下される。2015年12月15日付のランキング発表において、フライ級キング・オブ・パンクラス王座の返上が発表された。

## 戦績

### 総合格闘技
| 総合格闘技 戦績 | 総合格闘技 戦績 | 総合格闘技 戦績 | 総合格闘技 戦績 | 総合格闘技 戦績 | 総合格闘技 戦績 | 総合格闘技 戦績 |
| --------------- | --------------- | --------------- | --------------- | --------------- | --------------- | --------------- |
| 43 試合         | (T)KO           | 一本            | 判定            | その他          | 引き分け        | 無効試合        |
| 25 勝           | 12              | 4               | 9               | 0               | 3               | 0               |
| 15 敗           | 1               | 0               | 14              | 0               | 3               | 0               |

| 勝敗 | 対戦相手         | 試合結果                                        | 大会名                                                                                   | 開催年月日     |
| ○    | 佐々木亮太       | 2R 4:15 スリーパーホールド                      | PANCRASE 328                                                                             | 2022年7月18日  |
| ×    | 宇田悠斗         | 5分3R終了 判定0-3                               | PROFESSIONAL SHOOTO 2021 Vol.3                                                           | 2021年5月16日  |
| ×    | 平良達郎         | 5分3R終了 判定0-3                               | PROFESSIONAL SHOOTO 2020 Vol.7                                                           | 2020年11月23日 |
| ○    | 小堀貴広         | 2R 4:34 TKO（グラウンドパンチ）                 | PROFESSIONAL SHOOTO 2020 Vol.3 ABEMAテレビマッチ                                         | 2020年5月31日  |
| ○    | ショージン・ミキ | 1R 4:19 TKO（スタンドパンチ連打）               | SHOOTO 30th ANNIVERSARY TOUR FINAL                                                       | 2019年11月24日 |
| ○    | 秋葉大樹         | 1R 2:15 KO（左フック）                          | ONE JAPAN SERIES -Road to CENTURY-                                                       | 2019年9月1日   |
| ×    | 扇久保博正       | 4R 0:40 テクニカル判定0-3（偶発的バッティング） | SHOOTO 30th ANNIVERSARY TOUR 30周年記念大会 第2部 【修斗世界フライ級チャンピオンシップ】 | 2019年5月6日   |
| ○    | 前田吉朗         | 1R 4:37 TKO（グラウンドパンチ）                 | SHOOTO 30th ANNIVERSARY TOUR 開幕戦                                                      | 2019年1月27日  |
| ○    | 石井逸人         | 1R 4:09 TKO（グラウンドパンチ）                 | 修斗 後楽園ホール大会                                                                    | 2018年9月23日  |
| ○    | 内藤頌貴         | 5分3R終了 判定3-0                               | 修斗 後楽園ホール大会                                                                    | 2018年7月15日  |
| ×    | 猿田洋祐         | 5分3R終了 判定0-3                               | 修斗 後楽園ホール大会                                                                    | 2018年1月28日  |
| ○    | 征矢貴           | 3R 0:32 KO（右フック）                          | 修斗 後楽園ホール大会                                                                    | 2017年5月12日  |
| ○    | 大里洋志         | 1R 3:44 KO（右フック）                          | 修斗 後楽園ホール大会                                                                    | 2017年3月24日  |
| ○    | 古間木崇宏       | 5分3R終了 判定3-0                               | TTF CHALLENGE 06                                                                         | 2016年9月19日  |
| ×    | 神酒龍一         | 5分3R終了 判定0-3                               | PANCRASE 273                                                                             | 2015年12月13日 |
| ×    | 菅原雅顕         | 5分3R終了 判定1-2                               | VTJ 7th                                                                                  | 2015年9月13日  |
| ×    | 春日井健士       | 5分3R終了 判定0-3                               | VTJ in OSAKA                                                                             | 2015年6月21日  |
| ×    | 中村優作         | 5分3R終了 判定1-2                               | TTF CHALLENGE 04                                                                         | 2015年4月5日   |
| ○    | 柴田"MONKEY"有哉 | 1R 2:41 KO（バスター→パウンド）                 | DEEP DREAM IMPACT 2014 〜大晦日SPECIAL〜                                                 | 2014年12月31日 |
| ○    | 石神保貴         | 1R終了時 TKO（ドクターストップ）                | TTF CHALLENGE 02                                                                         | 2014年9月13日  |
| ○    | 山本篤           | 1R 4:54 TKO（サッカーボールキック）             | PANCRASE 257 【フライ級キング・オブ・パンクラス タイトルマッチ】                         | 2014年3月30日  |
| ×    | 元谷友貴         | 5分3R終了 判定0-3                               | DEEP 64 IMPACT                                                                           | 2013年12月22日 |
| ×    | 渡辺健太郎       | 5分3R終了 判定1-2                               | 修斗 2013年第3戦                                                                         | 2013年7月27日  |
| ○    | 北原史寛         | 5分3R終了 判定2-0                               | 修斗 2013年第1戦                                                                         | 2013年2月16日  |
| ○    | 安永有希         | 3R 2:02 KO（右フック）                          | PANCRASE 2012 PROGRESS TOUR 【フライ級キング・オブ・パンクラス タイトルマッチ】          | 2012年12月1日  |
| ○    | 菅原雅顕         | 5分3R終了 判定3-0                               | 修斗 SHOOTO GIG TOKYO Vol.11                                                             | 2012年8月25日  |
| ×    | 越智晴雄         | 5分3R終了 判定0-3                               | 修斗                                                                                     | 2012年3月10日  |
| △    | 小塚誠司         | 5分3R終了 判定1-0                               | PANCRASE 2012 PROGRESS TOUR 【フライ級キング・オブ・パンクラス タイトルマッチ】          | 2012年1月28日  |
| ×    | BJ               | 5分3R終了 判定0-3                               | SHOOTO the SHOOT 2011                                                                    | 2011年11月5日  |
| ○    | 砂辺光久         | 5分3R終了 判定2-0                               | PANCRASE 2011 IMPRESSIVE TOUR 【フライ級キング・オブ・パンクラス タイトルマッチ】        | 2011年6月5日   |
| ○    | KODO             | 2R 3:16 チョークスリーパー                      | 修斗                                                                                     | 2011年4月1日   |
| ○    | 杉田一朗         | 5分1R終了 判定2-1                               | 戦極 Soul of Fight 【ジャケットルール】                                                  | 2010年12月30日 |
| △    | 砂辺光久         | 5分3R終了 判定1-1                               | PANCRASE 2010 PASSION TOUR 【フライ級キング・オブ・パンクラス タイトルマッチ】           | 2010年12月5日  |
| ○    | 廣瀬勲           | 2R 3:06 TKO（ドクターストップ）                 | PANCRASE 2010 PASSION TOUR 【フライ級キング・オブ・パンクラス タイトルマッチ】           | 2010年7月4日   |
| ○    | 砂辺光久         | 5分3R終了 判定2-0                               | PANCRASE 2010 PASSION TOUR 【フライ級キング・オブ・パンクラス タイトルマッチ】           | 2010年2月7日   |
| ×    | マモル           | 5分3R終了 判定0-2                               | 修斗 REVOLUTIONARY EXCHANGES 3                                                           | 2009年11月23日 |
| ○    | 江泉卓哉         | 5分2R終了 判定3-0                               | PANCRASE 2009 CHANGING TOUR                                                              | 2009年10月25日 |
| ○    | 矢島雄一郎       | 5分2R終了 判定3-0                               | PANCRASE 2009 CHANGING TOUR 【ネオブラッド・トーナメント フライ級 決勝】                 | 2009年8月8日   |
| ○    | 石井拓麻         | 1R 4:00 チョークスリーパー                      | PANCRASE 2009 CHANGING TOUR 【ネオブラッド・トーナメント フライ級 準決勝】               | 2009年6月7日   |
| ○    | 清水俊裕         | 2R 0:59 チョークスリーパー                      | PANCRASE 2009 CHANGING TOUR 【ネオブラッド・トーナメント フライ級 1回戦】                | 2009年4月5日   |
| ×    | 漆谷康宏         | 1R 3:06 TKO（ドクターストップ）                 | CAGE FORCE EX -eastern bound-                                                            | 2008年11月8日  |
| △    | 石井拓麻         | 5分2R終了 判定0-0                               | PANCRASE 2008 SHINING TOUR                                                               | 2008年10月1日  |
| ×    | 砂辺光久         | 5分2R終了 判定0-3                               | PANCRASE×REAL vol.1 MMA vs ROCK                                                          | 2008年6月29日  |

### アマチュアキックボクシング
| 勝敗 | 対戦相手 | 試合結果                    | 大会名                                               | 開催年月日    |
| ○    | 須藤雄大 | 3分1R+延長1分1R終了 判定3-0 | KAMINARIMON CLIMAX '07 【55kg級トーナメント 決勝】   | 2007年9月16日 |
| ○    | 内山拓人 | 3分1R終了 判定2-0           | KAMINARIMON CLIMAX '07 【55kg級トーナメント 準決勝】 | 2007年9月16日 |
| ○    | 町永洋平 | 3分1R終了 判定3-0           | KAMINARIMON CLIMAX '07 【55kg級トーナメント 2回戦】  | 2007年9月16日 |
| ○    | 山口博通 | 3分1R終了 判定3-0           | KAMINARIMON CLIMAX '07 【55kg級トーナメント 1回戦】  | 2007年9月16日 |

### グラップリング
| 勝敗 | 対戦相手 | 試合結果                      | 大会名                                                                                             | 開催年月日    |
| ×    | 榎本悟   | 3:10 チョークスリーパー       | DEEP X リアルキング＆DEEP X アマチュア トーナメント 【リアルキングトーナメント フェザー級 決勝】   | 2011年1月16日 |
| ○    | 坂本純   | ポイント2-0                   | DEEP X リアルキング＆DEEP X アマチュア トーナメント 【リアルキングトーナメント フェザー級 準決勝】 | 2011年1月16日 |
| ○    | 濱崎一登 | ポイント0-0 アドバンテージ1-0 | DEEP X リアルキング＆DEEP X アマチュア トーナメント 【リアルキングトーナメント フェザー級 2回戦】  | 2011年1月16日 |

## 獲得タイトル
- KAMINARIMON CLIMAX '07 55kg級 優勝（2007年）
- 第7回東日本サンボ選手権大会 62kg級 優勝（2009年）[13]
- 第15回ネオブラッド・トーナメント フライ級 優勝（2009年）
- 第2代フライ級キング・オブ・パンクラス王座（2010年）